# Lelo Mbele
Blaise Lelo Mbele (Kalemie, 10 agosto 1987) è un ex calciatore della Repubblica Democratica del Congo, di ruolo attaccante.

## Caratteristiche tecniche
Poteva giocare sia come punta centrale che come ala sinistra.

## Carriera

### Club
Comincia a giocare in patria, al Vita Club. Nel 2004 si trasferisce in Sudafrica, allo Zulu Royals. Nel 2005 viene acquistato dall'Orlando Pirates. Nell'estate 2007 passa allo Sfaxien, club della massima divisione tunisina. Nel gennaio 2008 si trasferisce in Arabia Saudita, all'Al-Hilal. Nell'estate 2008 viene prestato all'Espérance. Nel gennaio 2009 viene acquistato dall'Al-Hilal Omdurman. Nel 2010 passa all'Al-Nasr Bengasi. Al termine della stagione rimane svincolato. Nell'ottobre 2011 viene ingaggiato dal Selangor, club malese. Nel gennaio 2012 si trasferisce in Turchia, al Sanliurfaspor. Nell'estate 2012 passa al MC Alger, club della massima divisione algerina. Il 6 gennaio 2013 viene ufficializzato il suo trasferimento al Batna. Nell'estate 2013 viene acquistato dal Petro Atlético, in Angola. Nel 2015 torna in patria, al Motema Pembe. Nel 2016 si trasferisce a Cipro del Nord, al Baf.

### Nazionale
Ha debuttato in Nazionale nel 2004. Ha messo a segno la sua prima rete con la maglia della Nazionale il 3 settembre 2006, in RD del Congo-Namibia (3-2), in cui ha siglato la rete del momentaneo 1-0. Ha partecipato, con la Nazionale, alla Coppa d'Africa 2006. Ha collezionato in totale, con la maglia della Nazionale, 14 presenze e una rete.